# Toshio Tamano
Toshio Tamano (玉野十四雄?, Tamano Toshio; Tokyo, 14 settembre 1942) è un karateka e maestro di karate giapponese.

## Biografia
Avvicinatosi alle arti marziali all'età di nove anni, scopre il karate della scuola Shorei-Kan nel 1960 e inizia a seguire i corsi del Maestro Seikichi Toguchi, fondatore della scuola e discepolo del creatore dello stile Gōjū-ryū Chōjun Miyagi. I corsi a quel tempo erano tenuti nel Dojo di Tokyo che Toguchi aprì una volta lasciata la natìa Okinawa per contribuire alla diffusione del Gōjū-ryū.
Nel 1967, il Maestro Tamano lascia Tokyo per trasferirsi sull'isola di Okinawa per allenarsi nel karate nel Dojo del Maestro Toguchi a Koza City (l'odierna città di Okinawa). È durante questo soggiorno che il Maestro Tamano ha l'occasione di approfondire lo studio del Kobudo (non si sa con chi). Grazie a questa esperienza di soli due anni, il Maestro Tamano estende il sistema Shorei-Kan anche al Kobudo, creando la scuola Shorei-Kai.

## Gli anni negli Stati Uniti
Nel 1969 il Maestro Tamano si trasferisce negli Stati Uniti per dirigere il Dojo Shorei-Kan di New York, iniziando a dedicarsi a tempo pieno all'insegnamento e allo sviluppo del karate tradizionale Gōjū-ryū di Okinawa.
Nel 1971 viene nominato dal Maestro Toguchi responsabile della Shorei-Kan negli Stati Uniti.

## Il trasferimento in Europa e l'affermazione
Nel 1982 il Maestro Tamano lascia gli Stati Uniti, dove ormai la rete Shorei-Kan è ben consolidata, per trasferirsi a Milano portando la scuola del Maestro Toguchi in Italia. Quest'ultimo, l'anno successivo, gli conferisce il 7º Dan e il titolo onorifico di Shihan, alla luce dell'impegno profuso nella diffusione del karate. Nel 1986, lo stesso Maestro Toguchi affida al suo allievo la direzione della Shorei-Kan Europe, branca dello Shorei Kan International, creato dallo stesso Tamano.
Nel 1990 il Maestro Tamano lascia Milano e si trasferisce in Francia, dove vive tuttora.

## La nomina a Kancho
Nel 1998 viene a mancare il Maestro Seikichi Toguchi e la scuola Shorei-Kan, perso il suo fondatore, vede una scissione interna. Il Maestro Tamano diviene Kancho (Caposcuola) di una delle due branche principali, cui fanno riferimento le scuole europee, statunitensi e guatemalteche.
Ad oggi il Maestro Tamano coordina e dirige le attività dello Shorei-Kan Europe, tenendo frequenti seminari in Italia, Spagna e Francia.

## Contributo alla diffusione del Karate e del Kobudo di Okinawa
Al Maestro Tamano si devono la stesura di vari libri sul karate e sul kobudo, la sistematizzazione del Daruma Taiso (sistema di esercizi propedeutici alla pratica del Karate, estrapolati da tecniche di karate, dallo yoga, dal do-in, dallo shiatsu e dalla meditazione), la creazione di nuovi kata e kumite, il contributo alla diffusione del karate Gōjū-ryū Shorei-Kan e del kobudo in America e in Europa, l'ampliamento del sistema d'insegnamento del karate Shorei-Kan e la creazione del metodo d'insegnamento del kobudo Shorei-Kai.

## Scritti
- (JA)  Okinawa karate gōjūryū (沖縄空手剛柔流?), Shin Jinbutsu Ōraisha, 1990. ISBN 4-404-01707-3
- Corso di nunchaku, De Vecchi, 1992. ISBN 88-412-1362-0
- Corso di karate - Il karate gojuryu, De Vecchi, 1994 ISBN 88-412-1342-6
- Karate - Le tecniche segrete di combattimento, De Vecchi, 1994. ISBN 88-412-1387-6
- (JA)  Miyagi chōjun no Okinawa karate ni karate o manabu (宮城長順の沖縄空手に空手を学ぶ?), BAB Japan, 2013. ISBN 978-4-86220-763-0
- The Key to Karate Kata - The Theory of Kaisai, pubblicazione indipendente, 2022. ISBN 979-8434620963